# Рамель, Жан-Пьер
Жан-Пьер Рамель (фр. Jean-Pierre Ramel; 16 октября 1768, Каор, провинция Гиень — 15 августа 1815, Тулуза, департамент Верхняя Гаронна) — французский военный деятель, генерал-майор (1815), павший жертвой Белого террора при возвращении Бурбонов на престол.
Сын дворянина, юриста, прокурора местного суда. С 1785 года служил в армии рядовым. Поддержал революцию, сражался против испанцев на Пиренеях. К 1794 году уже поднялся до должности командира батальона, но в период радикализации революции на время разжалован как бывший дворянин. В том же году восстановлен, принимал участие в Рейнской кампании под начальством Моро. В 1796 году назначен командиром гренадер гвардии, но по результатам 18-го фрюктидора был сослан во Французскую Гвиану в числе прочих, заподозренных в симпатиях к восстановлению королевской власти.
Бежал в июне 1798 года вместе с генералом Пишегрю, некоторое время жил в Лондоне, затем вернулся во Францию, получив на это разрешение от самого Наполеона. При Наполеоне сражался под началом генерала Рошамбо на Сан-Доминго, в крайней неудачной для французов кампании против восставших рабов под началом Туссен-Лувертура, в 1803 вернулся во Францию из-за ранения. Затем сражается в Испании, Португалии и Италии; под началом генерала Суама отличился при осаде Асторги, продолжая оставаться с 1801 года аджюдан-комманданом (чин между полковником и генералом).
Людовик XVIII после отречения Наполеона наконец пожаловал его генерал-майором. Однако после возвращения Наполеона генерал Рамель перешёл на его сторону, был утверждён в генеральском чине и назначен управлять департаментом Верхняя Гаронна. После поражения Наполеона, когда во Франции вспыхнул Белый террор, генерал Рамель был убит в Тулузе бандой роялистов, известной под названием «Verdets». Мэр Тулузы, роялист Виллель, в будущем — ультраконсервативный премьер-министр, отказался организовать погоню за преступниками. Бездействовал и примкнувший к ультрароялистам префект департамента Верхняя Гаронна, обласканный в своё время Наполеоном граф де Ремюза, муж знаменитой мемуаристки и подруги императрицы Жозефины Богарне. Только два года спустя убийцы всё-таки предстали перед судом, однако только двоих приговорили к пожизненному заключению, прочих оправдали.
В 1799 году в Лондоне был напечатан «Journal ou témoignages de Ramel» (с фр. — «Дневник и заметки Рамеля»), изобилующий интересными подробностями о 18-м фрюктидора и о сосланных в Гвиану.

## Награды
Легионер ордена Почётного легиона (25 марта 1804 года)
 Кавалер военного ордена Святого Людовика (19 июля 1814 года)